# Герб Ожерелья
Міське поселення Ожерельє Каширського району Московської області Росії має власну символіку – герб та прапор.

## Історія
Першу версію міського герба Ожерелья було ухвалено 20 жовтня 1989 року. Основна відмінність першого міського герба від сучасного – наявність стилізованого золотого зображення вежі у лівому верхньому куті та цифр 1958, що відображає рік надання міського статусу.
Сучасна версія герба була ухвалена 29 березня 2007 року. В основі сучасної версії герба міста дві вертикальні смуги блакитного та червоного кольору, у центрі золоте крилате колесо оточене зеленим вінком із дубового листя.

## Обґрунтування символіки
Вінок - намисто з дубового листя алегорично вказує на назву міста і його розташування на місці густих дубових лісів. Крім того, вінок - символ доблесті і слави.
Колесо є багатозначним символом. Це символ вічного руху і прогресу, це і символ Сонця, це і символ успіху ("колесо" Фортуни - богині щастя й удачі).
Зелений, червоний і синій (лазуровий) - кольори найбільш часто застосовуються при розфарбовуванні залізничних вагонів і локомотивів.
Лазур - символ піднесених устремлінь, відданості, відродження.
Червоний колір - символ мужності, життєствердною сили і краси, свята.
Золото - символ вищої цінності, величі, великодушності, багатства.
Зелений колір символізує весну, здоров'я, природу, надію.